# Kamimuria tuberosa
Kamimuria tuberosa är en bäcksländeart som beskrevs av Wu, C.F. 1973. Kamimuria tuberosa ingår i släktet Kamimuria och familjen jättebäcksländor. Inga underarter finns listade i Catalogue of Life.